# Gershon Koffie
Gershon Koffie est un footballeur ghanéen né le 25 août 1991 à Koforidua. Il joue au poste de milieu de terrain.

## Biographie
Koffie est remarqué dans le championnat ghanéen par les Suédois du Hammarby IF. Victime d'une fracture de la jambe, il est opéré et fait sa rééducation en Suède. Il réalise ensuite un essai au Danemark avec le Randers FC mais ne se voit pas proposer de contrat.
C'est finalement au Canada avec les Whitecaps de Vancouver que signe Koffie pour évoluer en USSF D2 Pro League. Il reste avec les Whitecaps pour leur accession en MLS.

## Palmarès
- Avec les  Whitecaps de Vancouver
  - Championnat canadien en 2015